# Ghent, Kentucky
Ghent är en ort i  Carroll County, Kentucky, USA. År 2000 hade orten 371 invånare. Den har enligt United States Census Bureau en area på 1,9 km², allt är land.